# Heliocontia obliquella
Heliocontia obliquella är en fjärilsart som beskrevs av Embrik Strand 1912. Heliocontia obliquella ingår i släktet Heliocontia och familjen nattflyn. Inga underarter finns listade i Catalogue of Life.